# Communauté rurale de Tenghory
La communauté rurale de Tenghory est une communauté rurale du Sénégal située en Casamance Elle fait partie de l'arrondissement de Tenghory, dans le département de Bignona et la région de Ziguinchor .
Les villages de la communauté rurale sont :
- Badiouré
- Bindago
- Boutolate
- Coulaye
- Diakine
- Diarone
- Diourou
- Djilondine
- Djimakakor
- Djitoucoubon
- Djiva
- Edjilaye
- Falméré
- Francounda
- Ghoniame
- Kafesse
- Kaoudioul
- Kassila
- Koutenghor
- Mangoule Banni
- Mangoule Centre
- Mangoule Nialor
- Niassarang
- Oubème
- Oussack
- Piran
- Sandougou
- Soutou
- Takème
- Tao
- Tendième
- Tendimane
- Tenghory
- Tenghory Transgambienne ??
- Thiangouth